# Ginnastica ai Giochi della XXIX Olimpiade - Volteggio maschile
La finale del volteggio maschile si è svolta al National Indoor Stadium il 18 agosto, con inizio alle ore 19:30.

## Finale
| Pos. | Ginnasta                          | Primo volteggio | Primo volteggio | Primo volteggio | Primo volteggio | Secondo volteggio | Secondo volteggio | Secondo volteggio | Secondo volteggio | Media  |
| Pos. | Ginnasta                          | Partenza        | Giuria          | Pen.            | Totale          | Partenza          | Giuria            | Pen.              | Totale            | Media  |
| ---- | --------------------------------- | --------------- | --------------- | --------------- | --------------- | ----------------- | ----------------- | ----------------- | ----------------- | ------ |
|      | Leszek Blanik ( Polonia)          | 7,000           | 9,600           | -               | 16,600          | 7,000             | 9,475             | -                 | 16,475            | 16,537 |
|      | Thomas Bouhail ( Francia)         | 7,000           | 9,575           | -               | 16,575          | 7,000             | 9,500             | -                 | 16,500            | 16,537 |
|      | Anton Golocuckov ( Russia)        | 7,000           | 9,500           | -               | 16,500          | 7,000             | 9,450             | -                 | 16,450            | 16,475 |
| 4    | Marian Drăgulescu ( Romania)      | 7,000           | 9,800           | -               | 16,800          | 7,200             | 8,750             | 0,300             | 15,650            | 16,225 |
| 5    | Benoît Caranobe ( Francia)        | 7,000           | 9,375           | 0,100           | 16,275          | 7,000             | 8,950             | 0,100             | 15,850            | 16,062 |
| 6    | Dmitrij Kasperovič ( Bielorussia) | 7,000           | 9,300           | -               | 16,300          | 7,000             | 8,900             | 0,100             | 15,800            | 16,050 |
| 7    | Flavius Koczi ( Romania)          | 7,000           | 8,800           | 0,300           | 15,500          | 7,000             | 9,350             | -                 | 16,350            | 15,925 |
| 8    | Isaac Botella ( Spagna)           | 6,600           | 9,475           | -               | 16,075          | 6,600             | 9,100             | 0,300             | 15,400            | 15,737 |